# Susan Hall

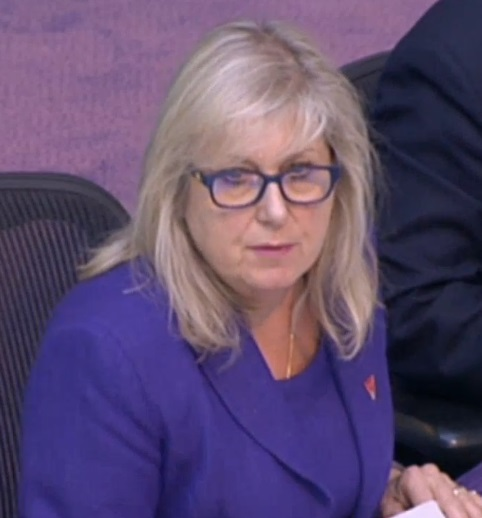
Frau Susan Hall im City Hall

Susan Mary Hall (geborene Cole; * 1955 in Harrow, Middlesex) ist eine britische Politikerin der Conservative Party. Sie ist seit dem 20. Juni 2017 Mitglied der London Assembly und war dort zwischen Dezember 2019 und Mai 2023 Fraktionsvorsitzende in der Versammlung.
Seit Juli 2023 stand sie als Kandidatin der Conservative Party bei der Bürgermeisterwahl in London 2024 fest. Die Wahl verlor sie gegen Amtsinhaber Sadiq Khan.

## Privatleben
Sie wuchs als Tochter von Benjamin Cole und Mary geb. Palmer in Harrow, einem nordwestlichen Vorort von London, auf. Ihr Vater, der irischer Abstammung ist, arbeitete zunächst als Automechaniker und besaß später mehrere Autowerkstätten. Dort sammelte auch seine Tochter Susan erste Arbeitserfahrung.
1977 heiratete sie den Friseur Peter Hall. Das Paar eröffnete einen Frisiersalon in Harrow, der über 20 Personen beschäftigte. Aus der Ehe gingen zwei Kinder hervor.

## Politische Karriere
2002 kandidierte Hall erstmals als Kandidatin der Konservativen für ein Mandat im Harrow Borough Council (der Bezirksverwaltung), erreichte jedoch nicht genügend Stimmen. 2006 wurde sie zum Mitglied des Harrow Borough Council gewählt, dem sie seither angehört. Dort stieg sie zur Führerin der konservativen Fraktion auf und war als solche von 2013 bis 2014 Vorsitzende des Borough Councils.

### Mitglied der London Assembly
Bei der Wahl zur London-Versammlung 2016 kandidierte Hall erstmals für einen Sitz in der London Assembly. Sie kandidierte nicht in einem Wahlkreis, sondern für einen der 11 für ganz Greater London nach dem Verhältniswahlrecht vergebenen Sitze, von denen ihre konservative Partei jedoch nur drei errang. Infolge des Rücktritts von Kemi Badenoch als Mitglied der Assembly (sie hatte bei der Unterhauswahl 2017 einen Sitz im Parlament errungen), nominierte die viertgereihte Hall im Juni 2017 in die Assembly nach. 2018 wurde sie stellvertretende Fraktionsführerin der Konservativen, 2019 schließlich Fraktionsführerin, nachdem ihr Vorgänger in dieser Position, Gareth Bacon, in das Unterhaus eingezogen war. Bei der Wahl zur London-Versammlung 2021 errang Hall einen der 11 nach dem Verhältniswahlrecht vergebenen Sitze.

### Bürgermeisterkandidatin
Im Mai 2023 trat Hall als Fraktionsführerin der Londoner Konservativen Partei zurück. Zur selben Zeit rang die Partei mit der Entscheidung, wer im folgenden Jahr gegen den amtierenden Bürgermeister Sadiq Khan antreten solle. Hall war im Frühjahr 2023 nicht unter die Favoriten für diese Position gezählt worden, bis Juni 2023 gelang es ihr jedoch, in parteiinternen Vorentscheidungen aus zehn Kandidaten als eine von drei Personen ausgewählt zu werden, aus welchen die Parteimitglieder ihren Spitzenkandidaten küren sollten. In ihrer Kampagne „Safer with Susan“ positionierte sie sich als Kämpferin gegen Kriminalität, außerdem müssten Maßnahmen gegen die Immobilienkrise gesetzt und die Erweiterung der Londoner Ultra Low Emissions Zone „ULEZ“ (vgl. Umweltzone) gestoppt werden. Am 19. Juli setzte sich Hall in einem Votum unter den Parteimitgliedern schließlich mit 57 % gegen ihren einzigen verbliebenen Mitbewerber, den Barrister Mozammel Hossain, durch. Der dritte Kandidat (der Unternehmer Daniel Korski) hatte sich in der Zwischenzeit nach dem Vorwurf sexueller Belästigung zurückgezogen. Für kurzfristige Aufregung unmittelbar nach der Wahl sorgte der Evening Standard, der offenbar bewusst ein sehr unvorteilhaftes Bild von Hall für seine Titelseite gewählt hatte.
Susan Hall vertritt harte Positionen im Kampf gegen Kriminalität und setzt sich für eine Erhöhung des Budgets des Metropolitan Police ein. Mit ihrem Engagement gegen die Umweltzone spricht sie Pendler aus den weiten Vorstadtbereichen Londons an. Sie unterstützt die Gruppierung Restore Trust, welche die gegenwärtige Ausrichtung des National Trust als zu liberal und zu kritisch gegenüber dem British Empire und seiner historischen Kolonialpolitik kritisiert. Khan-unterstützende Kritiker warfen Hall, die sich in der Vergangenheit als Anhängerin von Donald Trump und Unterstützerin des Brexit geoutet hatte, Populismus und Rassismus vor.